# おぎのひとし
おぎの ひとし（本名：荻野仁（読み同じ）、1972年12月12日 - ）は、日本の漫画家、イラストレーター。男性。

## 人物
- 1993年、千代田工科芸術専門学校・デザイン専門課程：漫画科を卒業。
- 1994年、第35回小学館新人コミック大賞児童部門佳作を受賞。翌1995年、「イケイケ池小オーエンダン!」（別冊コロコロコミック）でデビュー。
- コロコロコミックで活動後、2003年以降はコミックブンブンや学研の書籍で活動している。また、漫画・イラスト関係の専門学校にて不定期で講師も務めている。

## 作品
- イケイケ池小オーエンダン!（別冊コロコロコミック、1995年）
- 北斗 西遊記外伝（別冊コロコロコミック、1997年 - 1998年）
- ルアーでフィッシュ!（原作：村田基、月刊コロコロコミック、1998年）
- ALTO（ハイパーコロコロ、1999年）
- 大道魔術師 少年ピエロ（別冊コロコロコミック、1999年 - 2002年）
- ヨシゲン鉄道FDR（4年の科学、2003年 - 2004年）
- 名探偵コースケ（科学と学習増刊、2003年）
- あっちこっちファミリー（3年の科学、2005年 - 2006年）
- サバイバルシミュレーション if（5年の科学、2005年 - 2006年）
- ゴーゴー!ムシキング（ムシキング攻略ブック、2005年 - 2006年）
- ブンブン流まんが学習のススメ（プレコミックブンブン、2005年 - 2006年）
- 古代巨人ザナトス（月刊コミックブンブン、2006年）
- ロビー&ケロビー（月刊コミックブンブン、2007年 - 2008年）
- エレベータ・エスカレータのひみつ（学研まんがでよくわかるシリーズ、2007年）
- 紙のひみつ（学研まんがでよくわかるシリーズ、2008年）
- 熱血野球!ファミスタ（月刊コミックブンブン、2009年 - 休刊により打ち切り）
- 冷凍食品のひみつ（学研まんがでよくわかるシリーズ、2010年）
- ポンプのひみつ（学研まんがでよくわかるシリーズ、2011年）
- 郵便局のひみつ（学研まんがでよくわかるシリーズ、2012年）
- 正露丸のひみつ（学研まんがでよくわかるシリーズ、2014年）
- 貼り薬のひみつ（学研まんがでよくわかるシリーズ、2015年）
- ビタミン剤のひみつ（学研まんがでよくわかるシリーズ、2016年）
- 未来の車のひみつ（学研まんがでよくわかるシリーズ、2016年）
- 巻寿司のひみつ（学研まんがでよくわかるシリーズ、2017年）
- 太鼓の達人 Wii（ファミ通DS+Wii、連載中）
- ラブアタッカー　ホレ太
- 霊能探偵ババスケ
- 美食戦士リョウ
- ワンダーチェイス
- おかもち太郎!